# Geultunnel

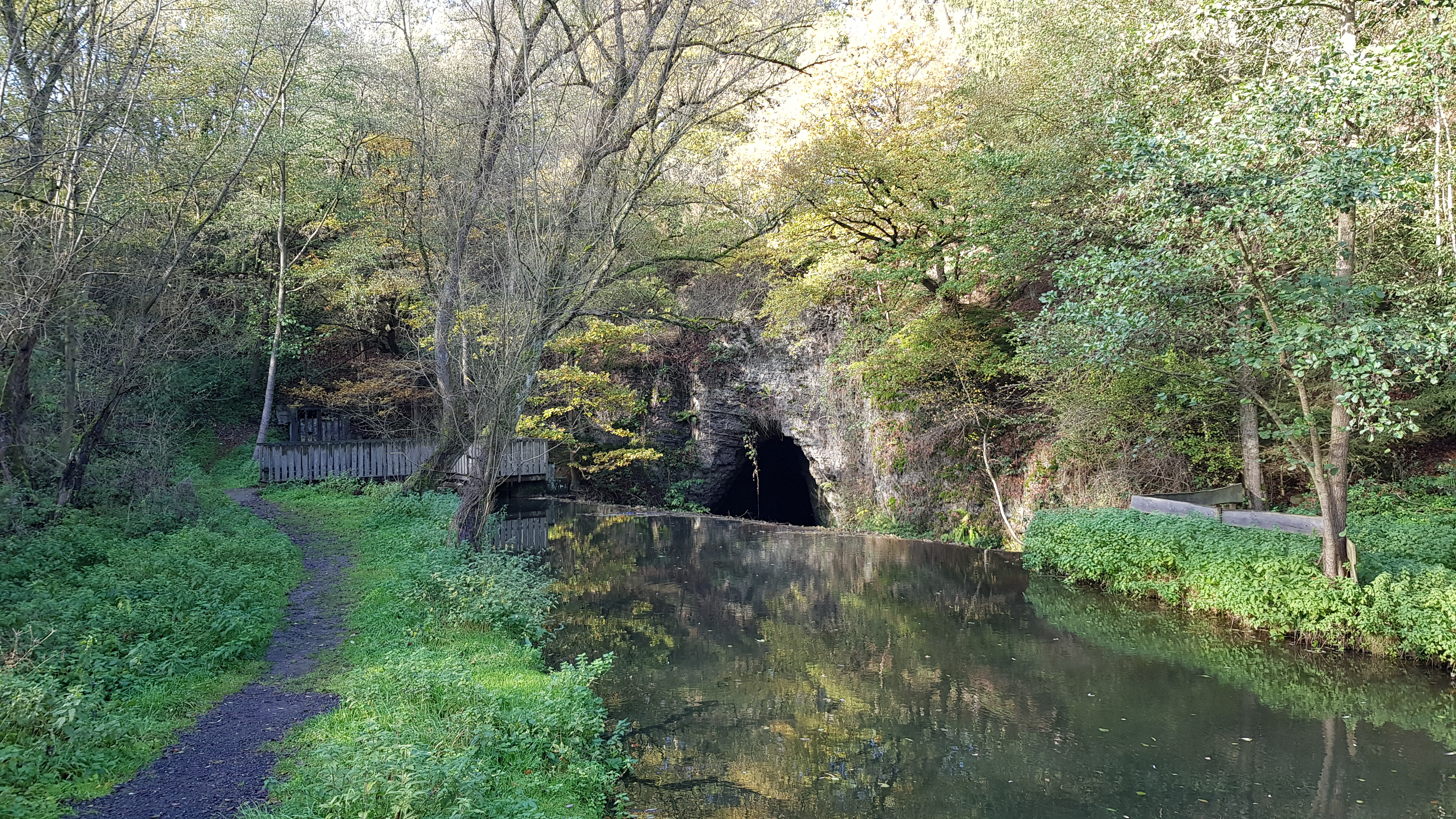
De ingang van de tunnel

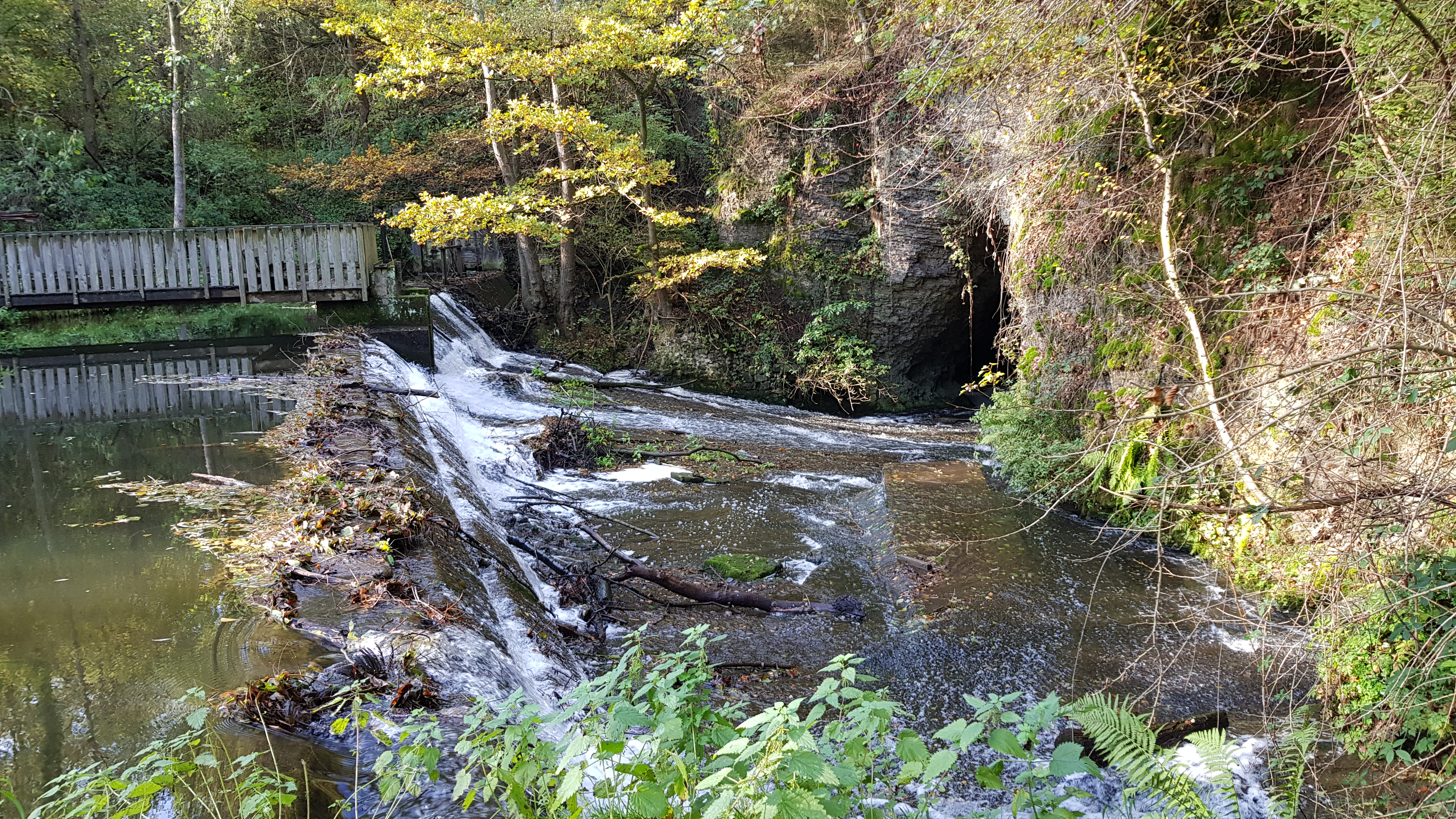
De verdeelwerken voor de ingang van de tunnel

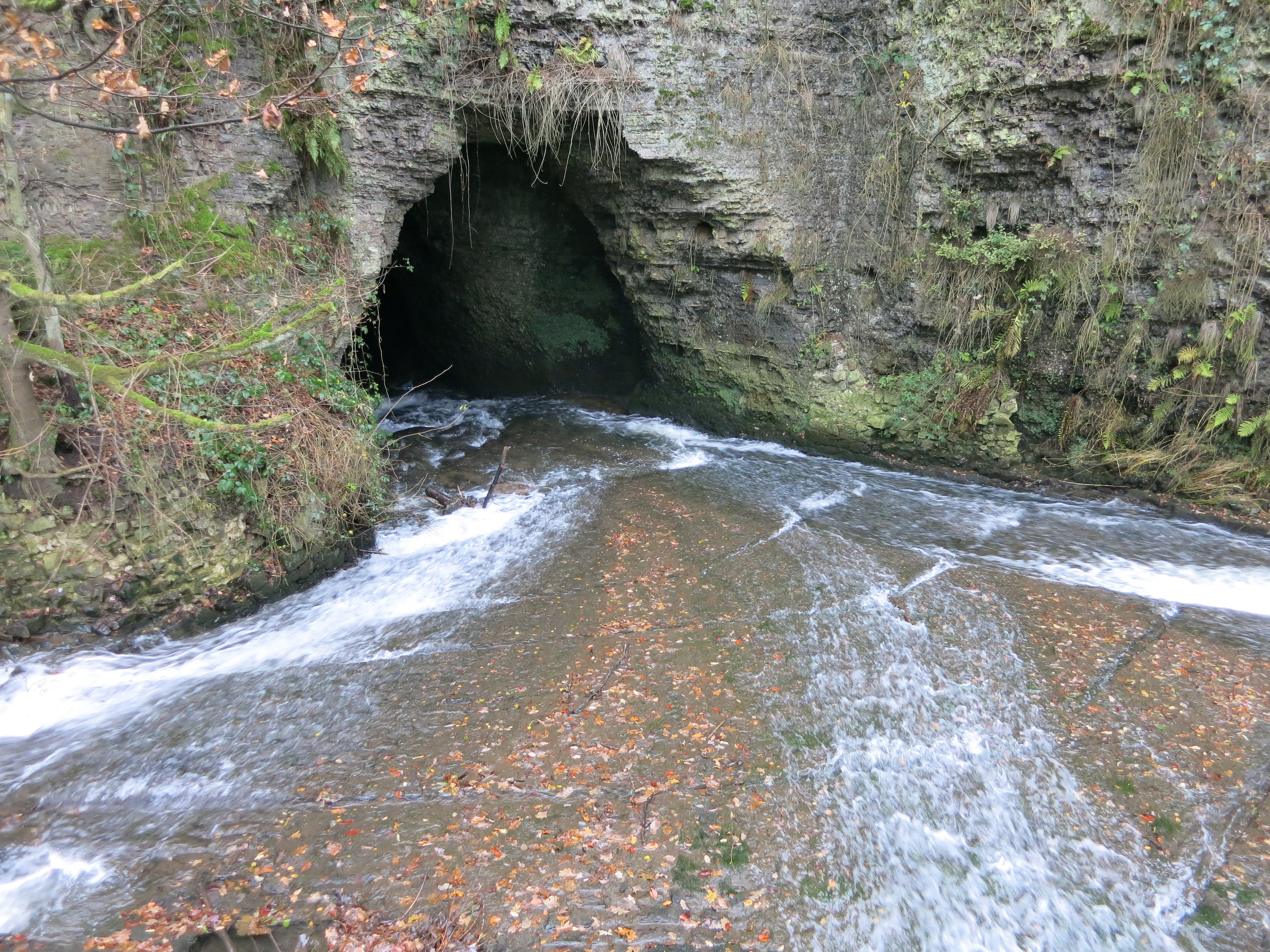
Het rivierwater stort zich de tunnel in

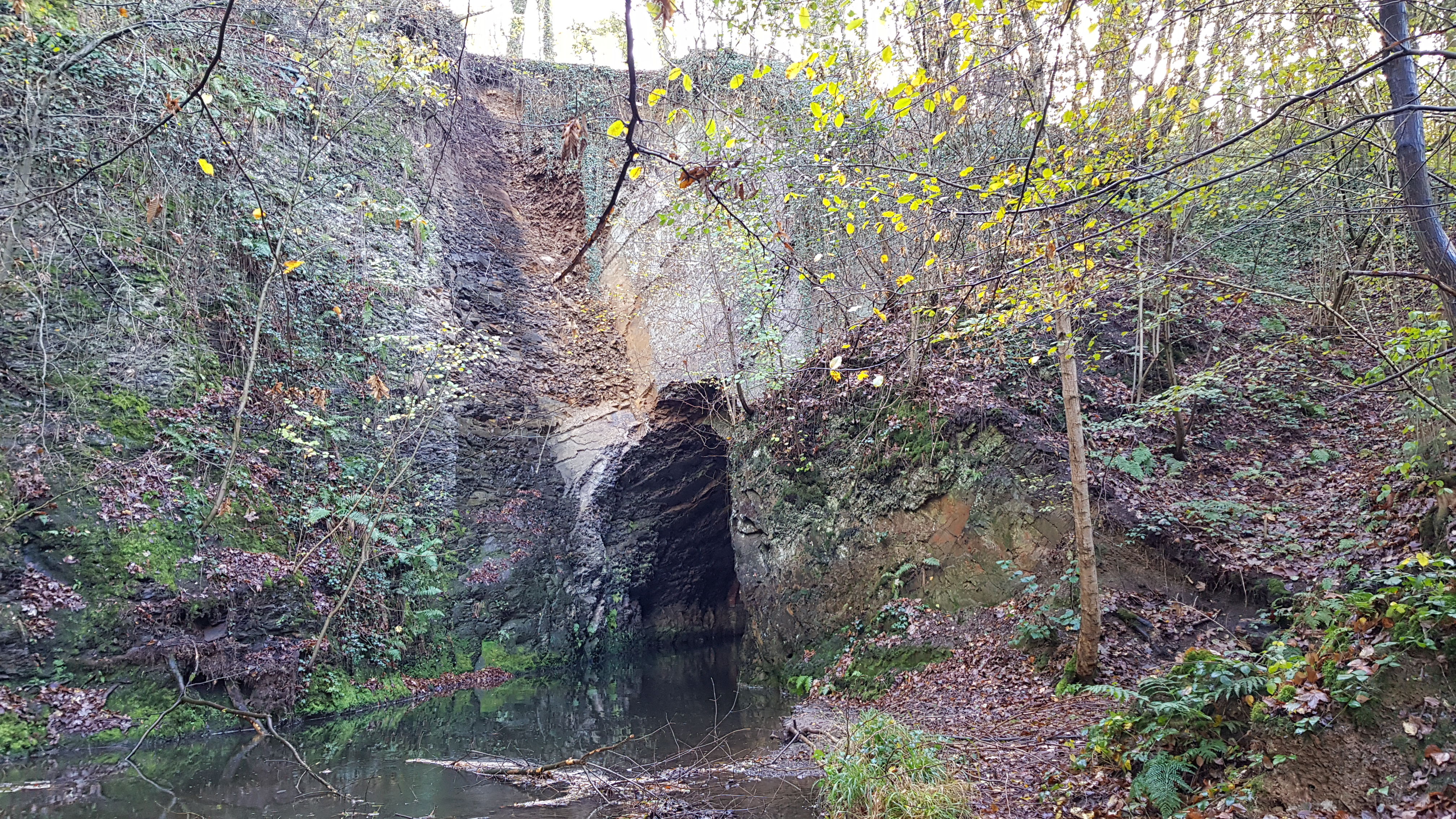
De uitgang van de Geultunnel aan de noordzijde

De Geultunnel is een tunnel in de Belgische gemeente Plombières. De tunnel ligt in het Geuldal ten oosten van de dorpskern en ligt in het gebied van de Zinkmijn van Plombières. Door de tunnel stroomt de rivier de Geul.
De tunnel ging onder de Spoorlijn 39 door die bovenop de rots lag.

## Geschiedenis
In de 19e eeuw was de zinkmijn hier vol in bedrijf, maar had men voortdurend overstromingen van de rivier de Geul. Om die overstromingen tegen te gaan werd de bedding van de Geul over een lengte van 540 meter verlegd en drie kilometer lang gekanaliseerd. Daarbij werd de bedding en de oevers van de beek bekleed met een waterdichte verharding om te voorkomen dat het beekwater kon doorsijpelen de mijn in. Deze aanpassingen werden ook uitgevoerd op de zijbeken van de Geul die hier in de Geul uitmonden. Met de verlegging van Geul werd er in de jaren 1860 dwars door de rots een tunnel uitgehouwen om het rivierwater snel te kunnen afvoeren.